# Banka Ekonomike
Die Banka Ekonomike SH.A. (BE) ist eine Bank im Kosovo mit Hauptsitz in Pristina und eine der ersten Banken des Landes im Anschluss an den Kosovokrieg, gegründet von privaten Investoren.
Die BE erhielt ihre Bankenlizenz am 28. Mai 2001 und begann mit dem Bankbetrieb im Juni des Jahres. Insgesamt hatte die Bank im Herbst 2023 32 Filialen, davon sieben in Hauptzentren des Kosovos.
Die Bank ist Mitglied im 2011 gegründeten Fondi për Sigurimin e Depozitave të Kosovës (FSDK), einem Einlagensicherungsfonds.

## Anteilseigner
Der Hauptaktionär der Bank ist der kosovo-albanische Unternehmer und ehemalige Präsident der Republik Kosovo Behgjet Pacolli mit 34,83 % Anteilen, gefolgt von der Immobiliare RED mit 28,56 % Anteilen, einer Firma an der mehrere Mitglieder der Pacolli-Familie beteiligt sind.